# Дорнбургские дворцы

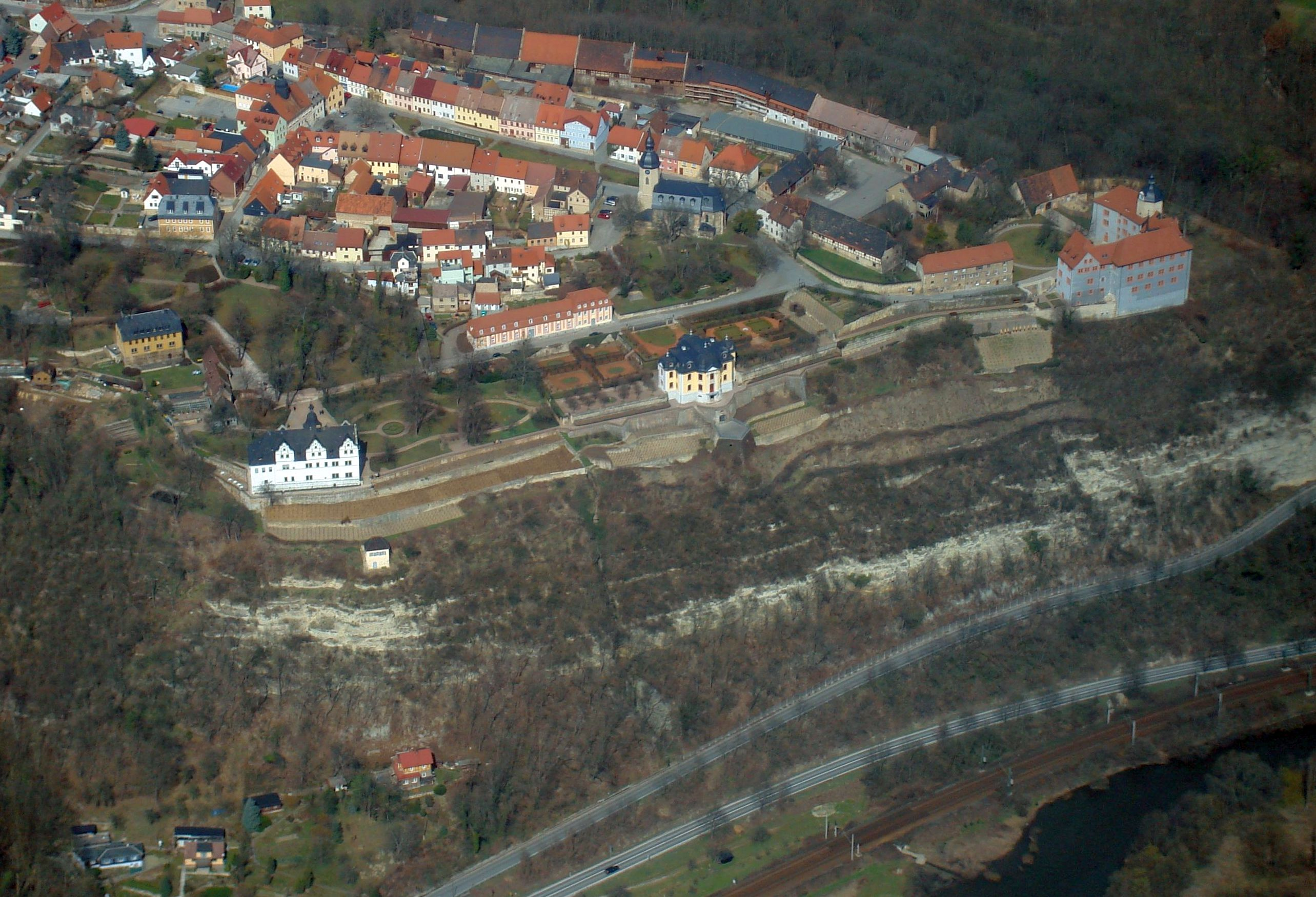
Аэрофото Дорнбургских дворцов

Дорнбургские дворцы (нем. Dornburger Schlösser) — архитектурный ансамбль, располагающийся в городе Дорнбург к северу от Йены в Тюрингии. Он состоит из трёх дворцов: Старого замка, замка в стиле ренессанс и рококо.

## Предыстория
Согласно археологическим находкам, дорнбургские поля были заселены начиная с раннего каменного века. К самым известным находкам относятся могильный холм и бронзовый серп. Кроме того, многочисленные находки, относящиеся к железному веку, временам Великого переселения народов вплоть до славянского заселения (после 550 г. н. э.), позволяют утверждать о постоянном использовании этой земли.
Следуя ряду косвенных свидетельств, можно предположить, что Дорнбург был основан франками. Хотя само название не встречается в письменных источниках IX века, он входил в состав государства Карла Великого. Как считалось ранее, отсутствие археологических свидетельств объясняется тем, что в фундаменте Старого дворца должны находится остатки укреплений, однако в последние годы это предположение было опровергнуто.
С приходом к власти Оттонов Дорнбург приобретает статус civitas (укреплённое поселение или пфальц), первое письменное упоминание о нём приходится на 937 год. В то время здесь находился королевский замок; в том же 937 году упоминается и второй королевский замок, 10 км южнее него: на горе Хаусберг (Hausberg) возле Йены, которая тогда ещё не существовала. Эти два замка уникальны. Во-первых, это были каменные крепости, что в то время в Германии было большой редкостью. Во-вторых, они были королевскими. К тому же, это были самые первые немецкие крепости в этом районе и одни из первых, лежащие на реке Зале или восточнее неё. В то время эта река была ещё пограничной: восточнее неё жили славяне (сорбы), покорение которых началось с 919 года, когда на трон взошёл Генрих I (919—936).

## Старый замок

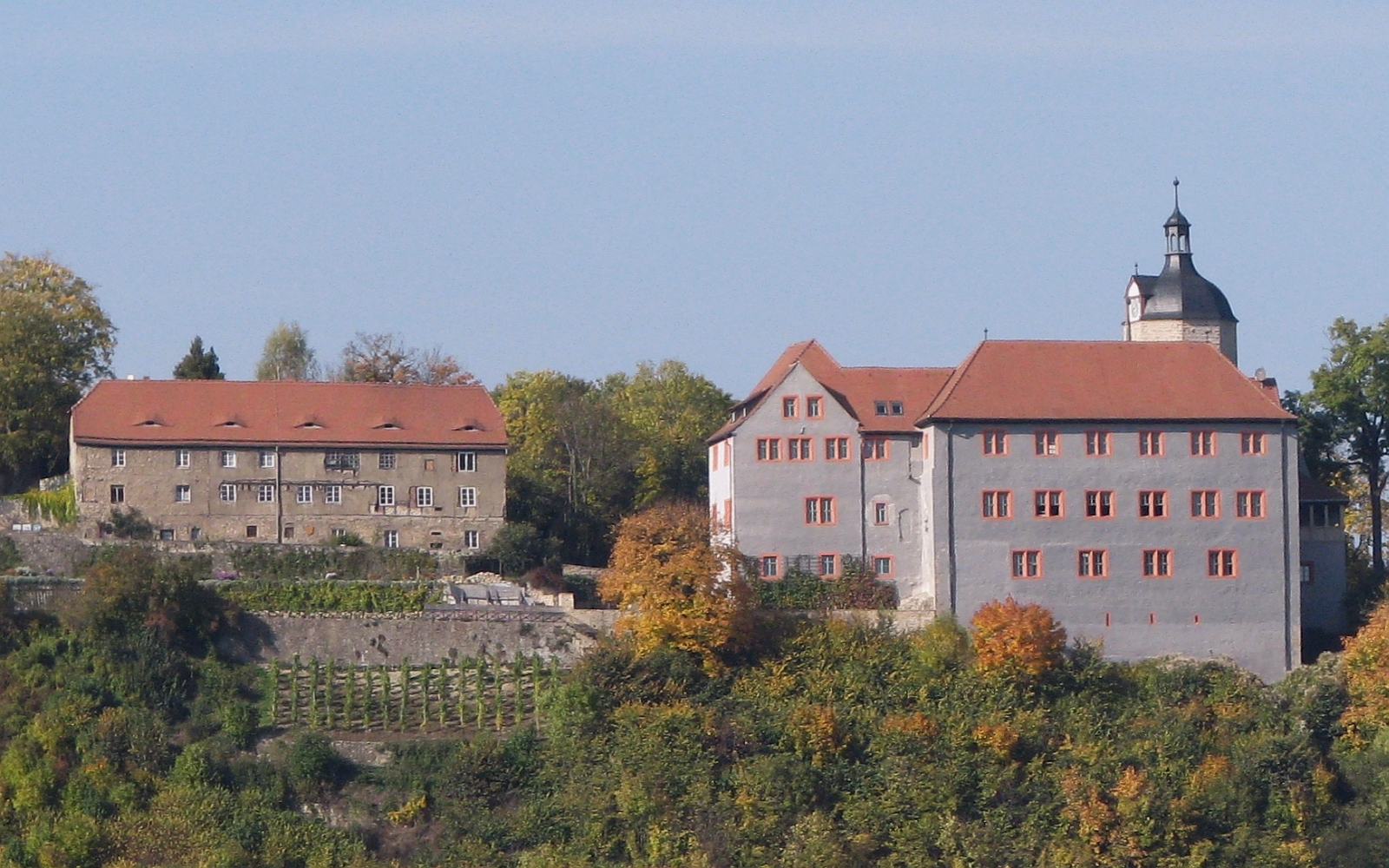
Старый замок, построен в 1485—1522

Самый правый замок, если смотреть снизу. Во время междоусобной войны 1342—1345 замок осаждался пять недель, не его так и не удалось взять. В Саксонской братской войне (1446—1451) крепость была захвачена с применением недавно изобретённых пушек (в той же войне была разрушена крепость Лобдебург). Из руин бывшей королевской крепости в 1485—1522 был построен готический Старый замок в современном его виде. Здесь с 1612 по 1643 год жила альтенбургская герцогиня Анна Мария. В 1631 году, во время Тридцатилетней войны (1618—1648) замок подвергся нападению хорватских солдат. С тех пор замок мало использовался, и с 1731 года в одном его флигеле была размещена прядильная мастерская.
С 1898 по 1950 год в замке находился пенсион, в котором жили многочисленные писатели из Йены. В 1954—1980 здесь размещался дом престарелых. С 2004 года здание принадлежит Йенскому университету, который периодически проводит в нём разные встречи.

## Ренессансный замок

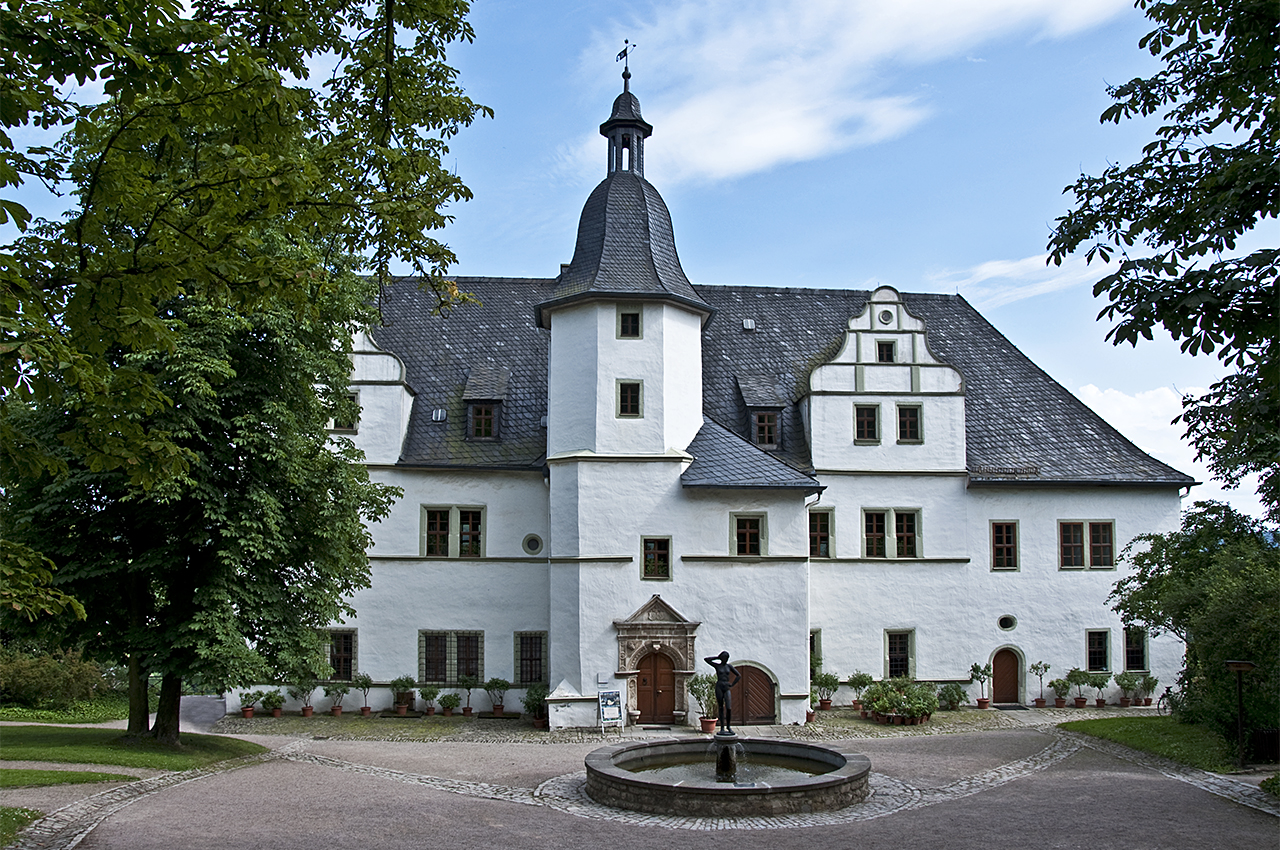
Ренессансный замок, построен в 1539—1546

Самый левый замок, если смотреть снизу. В 1539 году дворянский род фон Ватцдорфов начал на горе строительство ренессансного дворца, которое было закончено, вероятно, до 1546 года. Из-за долгов они уже в 1571 году продали его герцогу, владельцу Старого замка. Тот около 1600 года передал его семье местного управляющего городом, в чьём владении он оставался 4 поколения. В дальнейшем замок ещё много раз менял владельцев, пока в 1824 году во время Гёте не перешёл к герцогу Карлу Августу (см. историю Рококо-дворца). Сейчас замок используется как музей Гёте. На портале здания находятся латинский дистихон XVI века: «Gaudeat ingrediens, leatatur et aede recedens, / His qui praetereunt det bona cuncta Deus», который произвёл на Гёте большое впечатление. Он перевёл его стихом на немецкий. По-русски он значит: «Пусть ликует входящий, радуется и выходящий из дома. Тем же, кто проходит мимо, да даст Бог все блага».
Подобные ренессансные замки в Тюрингии есть также в Зальфельде около крепостной руины, в Байхлингене, на рыночной площади в Веймаре (дом Кранаха), очень живописный в Вольферсдорфе (Jagdschloss Fröhliche Wiederkunft in Wolfersdorf bei Stadtroda), в Грейце (Верхний замок), в Ранисе, в Бургке и др.

## Рококо-дворец

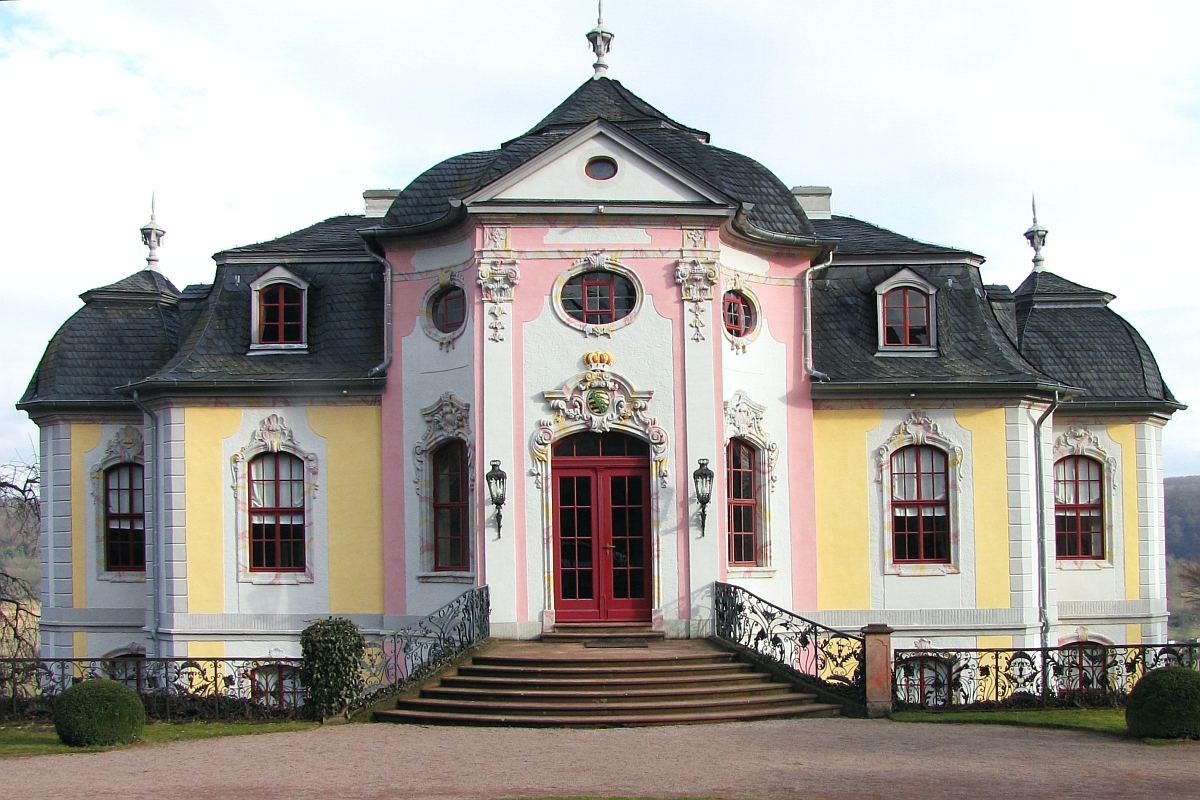
Рококо-дворец, построен в 1736—1747

Находится посередине. В 1736—1747 герцогом Эрнстом Августом I, который владел Старым замком, был построен небольшой дворец в стиле рококо. Для его постройки пришлось снести 22 жилых дома (город тогда насчитывал не более 370 человек), которые были затем построены на месте современного города. Строительство дворца на горе в эпоху, когда дворцы и парки обычно возводились на обширных лугах, было редким исключением. Его архитектором был знаменитый Готтфрид Кроне (Gottfried Heinrich Krohne), родом из Дрездена, недавно закончивший строительство для того же герцога летнего дворца Бельведер под Веймаром (1724—1744). Другими его знаменитыми работами являются городской замок в Эйзенахе, городская церковь в Ильменау, замок в Готе и ряд других замков, церквей и мостов.
Спустя несколько месяцев после окончания строительства герцог умер. Его наследники не имели к дворцу интереса, и тот погрузился в сон. Его «снова открыл» Гёте, бывший министром этого герцогства, впервые побывав здесь в 1779 году. В следующие 56 лет он тут бывал более 20 раз, в 1789 году даже приплыл сюда на лодке из Йены. Особенно известно его 66-дневное пребывание в этом дворце в 1828 году, где он уединился после смерти своего друга герцога Карла Августа (внука строителя замка).